# Братская могила русских воинов павших в Полтавской битве
Братская могила русских воинов — курган вблизи посёлка Яковцы (Полтава) (ныне в черте города Полтава).
Воздвигнут 28 июня 1709 года по приказанию Петра I над братской могилой русских воинов, павших в Полтавском бою. Курган увенчан каменным крестом-памятником из серого гранита, установленным в 1894—1895 годах, на восточной стороне креста надпись: «Погребены бригадир Феленгейм, полковники Нечаев и Лов, подполковник Козлов, майоры Кропотов, Эрнст и Гельд, обер-офицеров 45, капралов и рядовых 1293, всего погребено 1345 человек». На западной стороне креста — слова из речи Петра I перед битвой: «Воины! Вот пришел час, который решит судьбу Отечества. И так не должны вы помышлять, что сражаетесь за Петра, но за государство, Петру врученное, за род свой, за отечество, за православную нашу веру и церковь. Имейте в сражении пред очами вашими правду и Бога, поборающего по вас; на Того Единого, на кого всесильного в битве уповаете.  А о Петре ведайте, что ему жизнь его не дорога, только бы жила Россия в блаженстве и славе, для благосостояния вашего».
Архитектор — Н.Никонов, мастер — А.Баринов.
К вершине кургана ведёт лестница из 39 гранитных ступеней. У его подножия находится Церковь Сампсония Странноприимца, построенная в 1856 году. 

## Фотогалерея

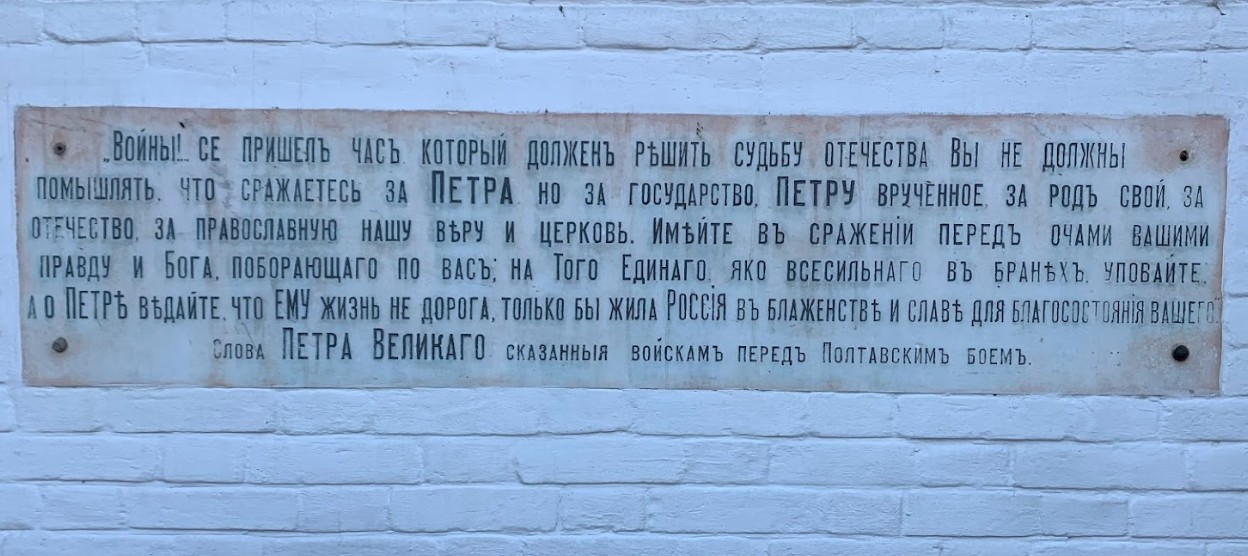
Слова Петра I, обращенные к русскому войску перед боем

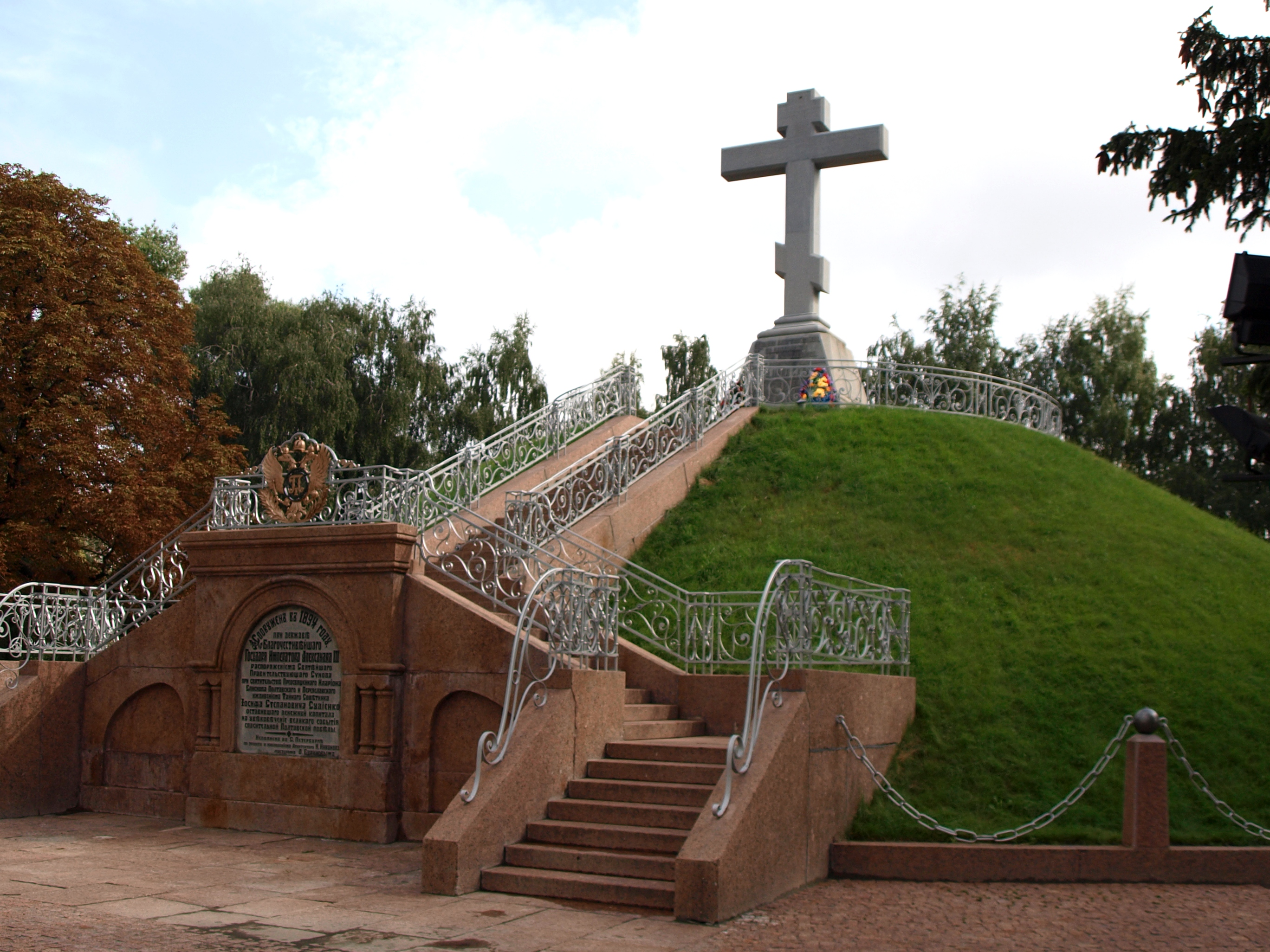
Вид со стороны Сампсониевской церкви
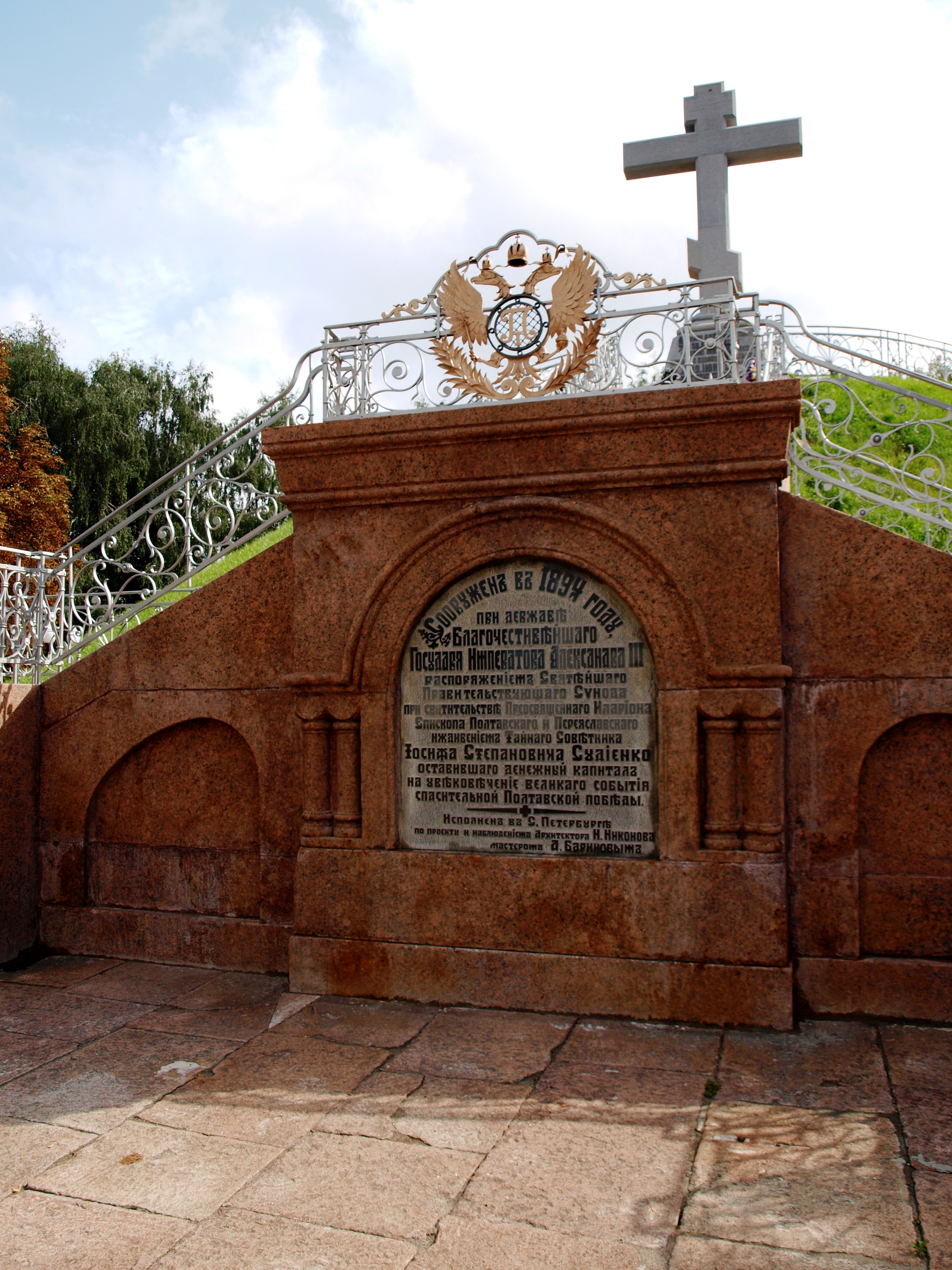